# Marcos Mainardi
Marcos Mainardi (Santa Fe, Argentina; 13 de enero de 1993) es un futbolista argentino. Juega como mediocampista por derecha y su primer equipo fue Sportivo Las Parejas. Actualmente milita en Terni de la Eccellenza de Italia.

## Trayectoria
Marcos Mainardi se formó en las inferiores en Unión de Santa Fe y en 2013 fue llevado a la pretemporada con el plantel profesional por el entrenador Facundo Sava. Tras firmar su primer contrato fue cedido a Sportivo Las Parejas, donde logró el ascenso al Torneo Federal A.
Luego del préstamo regresó a Unión, pero al no ser tenido en cuenta para el primer equipo pasó a integrar el plantel de Reserva hasta que finalizó su vínculo con el club y quedó en libertad de acción. Posteriormente se incorporó a Libertad de San Jerónimo Norte.

## Clubes
| Club                           | País      | Año       |
| ------------------------------ | --------- | --------- |
| Unión de Santa Fe              | Argentina | 2013-2014 |
| Sportivo Las Parejas           | Argentina | 2014-2015 |
| Unión de Santa Fe              | Argentina | 2015-2016 |
| Libertad de San Jerónimo Norte | Argentina | 2017      |
| La Salle                       | Argentina | 2018-2021 |
| Arbus                          | Italia    | 2021      |
| Insieme Formia                 | Italia    | 2021-2022 |
| Lanusei                        | Italia    | 2022-2023 |
| Ossese                         | Italia    | 2023-2024 |
| Terni                          | Italia    | 2024-Act. |

### Estadísticas
- Actualizado al 25 de mayo de 2022

| Club                           | Div.                | Temporada           | Liga | Liga | Copa Nacional | Copa Nacional | Copa Internacional | Copa Internacional | Total | Total |
| Club                           | Div.                | Temporada           | PJ   | G    | PJ            | G             | PJ                 | G                  | PJ    | G     |
| ------------------------------ | ------------------- | ------------------- | ---- | ---- | ------------- | ------------- | ------------------ | ------------------ | ----- | ----- |
| Sportivo Las Parejas Argentina |                     |                     |      |      |               |               |                    |                    |       |       |
| 4.ª                            | 2014/15             | 9                   | 0    | 0    | 0             | -             | -                  | 9                  | 0     |       |
| Total                          | Total               | 9                   | 0    | 0    | 0             | -             | -                  | 9                  | 0     |       |
| Unión Argentina                |                     |                     |      |      |               |               |                    |                    |       |       |
| 1.ª                            | 2015                | 0                   | 0    | 0    | 0             | -             | -                  | 0                  | 0     |       |
| 1.ª                            | 2016                | 0                   | 0    | 0    | 0             | -             | -                  | 0                  | 0     |       |
| 1.ª                            | 2016/17             | 0                   | 0    | 0    | 0             | -             | -                  | 0                  | 0     |       |
| Total                          | Total               | 0                   | 0    | 0    | 0             | -             | -                  | 0                  | 0     |       |
| Arbus · Italia                 |                     |                     |      |      |               |               |                    |                    |       |       |
| 5.ª                            | 2021/22             | 5                   | 5    | -    | -             | -             | -                  | 5                  | 5     |       |
| Total                          | Total               | 5                   | 5    | -    | -             | -             | -                  | 5                  | 5     |       |
| Insieme Formia · Italia        |                     |                     |      |      |               |               |                    |                    |       |       |
| 4.ª                            | 2021/22             | 10                  | 0    | -    | -             | -             | -                  | 10                 | 0     |       |
| Total                          | Total               | 10                  | 0    | -    | -             | -             | -                  | 10                 | 0     |       |
| Lanusei · Italia               |                     |                     |      |      |               |               |                    |                    |       |       |
| 5.ª                            | 2022/23             | ?                   | ?    | -    | -             | -             | -                  | ?                  | ?     |       |
| Total                          | Total               | ?                   | ?    | -    | -             | -             | -                  | ?                  | ?     |       |
| Ossese · Italia                |                     |                     |      |      |               |               |                    |                    |       |       |
| 5.ª                            | 2023/24             | ?                   | ?    | -    | -             | -             | -                  | ?                  | ?     |       |
| Total                          | Total               | ?                   | ?    | -    | -             | -             | -                  | ?                  | ?     |       |
| Terni · Italia                 |                     |                     |      |      |               |               |                    |                    |       |       |
| 5.ª                            | 2024/25             | ?                   | ?    | -    | -             | -             | -                  | ?                  | ?     |       |
| Total                          | Total               | ?                   | ?    | -    | -             | -             | -                  | ?                  | ?     |       |
| Total en su carrera            | Total en su carrera | Total en su carrera | 24   | 5    | 0             | 0             | -                  | -                  | 24    | 5     |

## Palmarés
| Título               | Club                 | País      | Año  |
| -------------------- | -------------------- | --------- | ---- |
| Ascenso al Federal A | Sportivo Las Parejas | Argentina | 2015 |